# Dooyong
Dooyong是一家韩国的电子游戏制作公司，作品主要以街机游戏为主。
Dooyong公司的游戏虽然被许多人认为缺乏创意但因为其制作得十分认真仍然受到许多玩家的喜爱。
Dooyong公司历年作品列表：

## 1990
Gun Dealer
The Last Day（中译名：最後一日）
Wise Guy
Yam! Yam!?

## 1991
Gulf Storm（中译名：海湾风暴）
Pollux（中译名：双子星）

## 1992
Flying Tiger（中译名：飞虎队）

## 1993
Blue Hawk（中译名：雕）
Sadari

## 1994
Gun Dealer '94（中译名：枪牌94）
R-Shark